# Казимир Антоній Водзіцький
Казимир Антоній Водзіцький, граф гербу Леліва (пол. Kazimierz Antoni Wodzicki;  04.02.1900, с. Оліїв, нині — село в Зборівській міській територіальній громаді Тернопільського району Тернопільської області — 15.06. 1987, м. Веллінгтон, Нова Зеландія) — польський зоолог, орнітолог, дипломат. Кавалер Командорського хреста ордена Відродження Польщі та Ордену Британської імперії. Почесний доктор Університету Вікторії. Внук Казимира Водзіцького.

## Життєпис
Народився в селі Оліїв у родині Александра Людвіка Водзіцького (1860—1941), останнього власника Олієва, та Марії Кароліни Дзєдушицької (1876—1956). Його дід — Казимир Водзіцький (1816—1889) — був відомим орнітологом і політичним діячем.
Вищу освіту Казимир Антоній Водзіцький здобув на сільськогосподарському факультеті Ягеллонського університету, де згодом захистив докторську дисертацію (1930, 1934).
З 1934 по 1935 рік читав лекції з розведення тварин в Університеті імені Адама Міцкевича у Познані.
З 1935 по 1939 рік він був професором і завідувачем кафедри анатомії та гістології тварин у Вищій школі сільського господарства у Варшаві.
Його учнем був зокрема Влодзімєж Пухальський — майбутній класик польської природничої документалістики.
З початком Другої світової війни родина Водзіцьких зазнала репресій: батько помер у засланні, сам Казимир був заарештований НКВС. Йому вдалося виїхати до Італії, потім — до Франції, Великої Британії, а згодом — до Нової Зеландії.
У 1941—1945 роках Водзіцький був генеральним консулом польського уряду в еміграції в Новій Зеландії. Завдяки його дипломатичній активності та ініціативі його дружини Марії Дунін-Борковської в 1944 році до Нової Зеландії з совєтських таборів та поселень було евакуйовано 733 польських дітей.
Після війни Водніцький залишився в Новій Зеландії й повернувся до науки. Він заснував відділ екологічних досліджень тварин при Департаменті наукових досліджень, організовував експедиції в Океанію, вивчав вплив інвазивних видів (зокрема гризунів) на екосистеми островів. Його дослідження бакланів, морських птахів, а також проблем біологічної рівноваги стали класикою екології у Південній півкулі.
Він читав лекції в Університеті Вікторії у Веллінгтоні, був членом Королівського товариства Нової Зеландії, Польського наукового товариства за кордоном, почесним членом Екологічного товариства Нової Зеландії.
Окрім наукової діяльності, Водзіцький залишався активним у громадському житті. Підтримував польських емігрантів, брав участь у створенні польських асоціацій у Новій Зеландії, сприяв відкриттю курсів польської мови у Веллінгтоні. У 1960-х роках, під час політичної «відлиги», кілька разів відвідував Польщу.
Помер в 1987 році у Веллінтоні.

## Визнання
- Почесний президент Французького зоологічного товариства (1940)
- Офіцер ордена Британської імперії (1976)
- Командорський хрест ордена Відродження Польщі (1985, посмертно — 2011)[7]
- Почесний доктор Університету Вікторії (1980)
- Почесний член Новозеландського екологічного товариства (1984)

## Публікації
- Pochodzenie ptaków. Wykład habilitacyjny wygłoszony na Wydziale Rolniczym Uniwersytetu Jagiellońskiego dnia 1 marca 1930 r. (1931)
- Über die Unbeständigkeit der Hühner der Faverollesrasse auf Grund der Spaltung einiger morphologischer Merkmale in einer Population von Faverolleshennen, Sektion für Züchtungsbiologie des Zootechnischen Landes-Forschungsinstitutes in Brünn. Tschechoslowakei, w: «Zeitschrift für Züchtung». Reihe B, «Tierzüchtung und Züchtungsbiologie einschließlich Tierernährung», v34 n2 (January-December 1936), s. 241—268. ISSN 0179-9789
- Interim report on wild life problems in New Zealand (1947)
- Introduced mammals of New Zealand. An ecological and economic survey (1950)
- The use of Japanese weasels to control rats in Pacific Islands (1968)